# Eliminatórias para o Campeonato Africano das Nações de 2023 – Grupo H
O Grupo H das Eliminatórias para o Campeonato Africano das Nações de 2023 foi um dos doze grupos que definiram as equipes que se classificaram para o Campeonato Africano das Nações de 2023. Participaram quatro seleções: Comores, Costa do Marfim, Lesoto e Zâmbia.
As equipes jogaram uma contra a outra no formato todos contra todos entre julho de 2022 e setembro de 2023.

## Classificação
| Pos | Equipe          | Pts | J | V | E | D | GP | GC | SG | Classificado                           |     | ZAM | CIV | COM | LES |
| --- | --------------- | --- | - | - | - | - | -- | -- | -- | -------------------------------------- | --- | --- | --- | --- | --- |
| 1   | Zâmbia          | 13  | 6 | 4 | 1 | 1 | 12 | 6  | +6 | Campeonato Africano das Nações de 2023 |     | —   | 3–0 | 2–1 | 3–1 |
| 2   | Costa do Marfim | 13  | 6 | 4 | 1 | 1 | 9  | 5  | +4 | Campeonato Africano das Nações de 2023 |     | 3–1 | —   | 3–1 | 1–0 |
| 3   | Comores         | 7   | 6 | 2 | 1 | 3 | 6  | 8  | −2 |                                        |     | 1–1 | 0–2 | —   | 2–0 |
| 4   | Lesoto          | 1   | 6 | 0 | 1 | 5 | 1  | 9  | −8 |                                        | 0–2 | 0–0 | 0–1 | —   |     |

## Partidas
| 3 de junho de 2022 | Comores                       | 2 – 0     | Lesoto | Stade Omnisports de Malouzini, Moroni |
| 16:00 (UTC+3)      | M'Changama 59' · Youssouf 81' | Relatório |        | Árbitro: MAD Andofetra Rakotojaona    |

| 3 de junho de 2022 | Costa do Marfim                       | 3 – 1     | Zâmbia     | Estádio de Iamussucro, Iamussucro |
| 19:00 (UTC+0)      | Aurier 67' · Kouamé 76' · Sangaré 89' | Relatório | Daka 90+4' | Árbitro: MRT Dahane Beida         |

| 7 de junho de 2022 | Zâmbia                      | 2 – 1     | Comores           | Estádio dos Heróis Nacionais, Lusaca |
| 15:00 (UTC+2)      | Mwepu 45+2' · K. Kangwa 88' | Relatório | Ben Nabouhane 13' | Árbitro: RWA Samuel Uwikunda         |

| 9 de junho de 2022 | Lesoto | 0 – 0     | Costa do Marfim | Estádio Dobsonville, Joanesburgo (África do Sul) |
| 19:00 (UTC+2)      |        | Relatório |                 | Árbitro: MAU Patrice Milazare                    |

| 23 de março de 2023 | Zâmbia                      | 3 – 1     | Lesoto     | Estádio Levy Mwanawasa, Ndola |
| 18:00 (UTC+2)       | Sakala 37' · Banda 53', 57' | Relatório | Bereng 33' | Árbitro: CGO Messie Nkounkou  |

| 24 de março de 2023 | Costa do Marfim                      | 3 – 1     | Comores       | Estádio da Paz de Bouaké, Bouaké     |
| 16:00 (UTC+0)       | Kouamé 29' · Haller 61' · Krasso 89' | Relatório | Djoudja 90+3' | Árbitro: MRT Abdel Aziz Mohamed Bouh |

| 26 de março de 2023 | Lesoto | 0 – 2     | Zâmbia        | Estádio Dobsonville, Joanesburgo (África do Sul) |
| 15:00 (UTC+2)       |        | Relatório | Daka 14', 69' | Árbitro: UGA Chelanget Sabila                    |

| 28 de março de 2023 | Comores | 0 – 2     | Costa do Marfim          | Stade Omnisports de Malouzini, Moroni |
| 15:00 (UTC+3)       |         | Relatório | Sangaré 36' · Kessié 58' | Árbitro: KEN Peter Waweru             |

| 17 de junho de 2023 | Zâmbia                                   | –         | Costa do Marfim | Estádio Levy Mwanawasa, Ndola      |
| 15:00 (UTC+2)       | Aurier 31' (g.c) · Daka 48' · Kangwa 55' | Relatório |                 | Árbitro: ETH Bamlak Tessema Weyesa |

| 17 de junho de 2023 | Lesoto | 0 – 1     | Comores        | Orlando Stadium, Johanesburgo, (África do Sul) |
| 16:00 (UTC+2)       |        | Relatório | M'Changama 90' | Árbitro: MOZ Celso Armindo Alvação             |

| 9 de setembro de 2023 | Costa do Marfim | 1 – 0     | Lesoto | Stade Laurent Pokou, San-Pédro |
| (UTC+0)               | Sangaré 16'     | Relatório |        | Árbitro: RWA Samuel Uwikunda   |

| 9 de setembro de 2023 | Comores      | 1 – 1     | Zâmbia   | Stade Omnisports de Malouzini, Moroni  |
| (UTC+3)               | Youssouf 45' | Relatório | Daka 71' | Árbitro: BDI Pacifique Ndabihawenimana |